# Chatunijjat al-Dżarnijja
Chatunijjat al-Dżarnijja – miejscowość w Syrii, w muhafazie Ar-Rakka, w dystrykcie As-Saura. W 2004 roku liczyła 1852 mieszkańców.